# البارت-سانت-ماری
البارت-سانت-ماری (به فرانسوی: Albaret-Sainte-Marie) یک کمون در فرانسه است که در لوزر واقع شده‌است.

## خصوصیات
البارت-سانت-ماری ۱۵٫۹۸ کیلومترمربع مساحت و ۵۵۶ نفر جمعیت دارد و ۹۷۰ متر بالاتر از سطح دریا واقع شده‌است.